# هاينر رينديرمان
هاينر رينديرمان (مواليد سنة 1966) (بالإنجليزية: Heiner Rindermann)‏ عالم نفسي وباحث تربوي ألماني.

## مسيرته
حصل ريندرمان على درجة الدكتوراه في علم النفس في عام 1995 حول موضوع تقييم المعلمين من جامعة هايدلبرغ، وأكمل شهادة التأهل للأستاذية في عام 2005 حول موضوع كفاءة المدرِّس في جامعة كوبلنز-لانداو. في سبتمبر 2007 تم تعيينه أستاذاً لتقييم ومنهجية علم النفس التنموي بجامعة غراتس. منذ أبريل 2010، يشغل رينديرمان منصب رئيس علم النفس التربوي والتنموي في جامعة كيمنتس للتكنولوجيا.
وفقًا لمجلة نيوستيتسمان، فرينديرمان يعمل في هيئة تحرير مجلة Intelligence، وهو مشارك دائم في Mankind Quarterly، ومساعد في تنظيم مؤتمرات للجمعية الدولية لبحوث الذكاء. حضر رينديرمان مؤتمر لندن حول الاستخبارات، وكان أحد الحاضرين الخمسة عشر الذين تعاونوا في خطاب يدافع عن المؤتمر في أعقاب تقارير إعلامية عن ارتباطه بعلم تحسين النسل. نُشرت الرسالة في مجلة Intelligence عام 2018.